# Оносма простейшая
Оно́сма просте́йшая (лат. Onosma simplicissima) — вид цветковых растений рода Оносма (Onosma) семейства Бурачниковые (Boraginaceae).

## Ботаническое описание

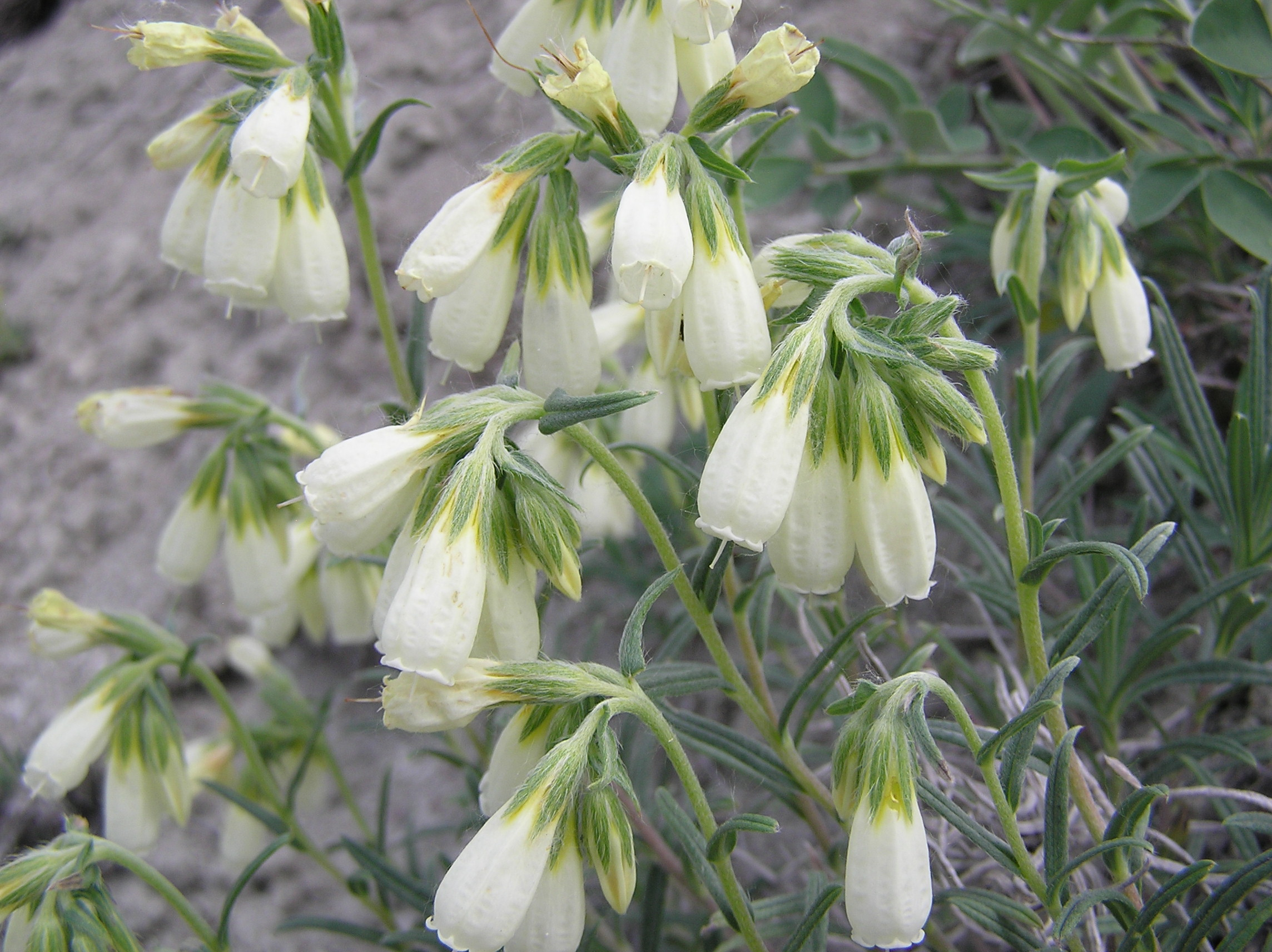
Цветки

Многолетнее травянистое растение с ветвящимся деревянистым корневищем, формирующим розетки стеблей, не несущих цветков. Цветоносы высотой 15–30 см. Они не ветвятся, опушены щетинками волосков. Нижние листья 3–5 см длиной и 2–4 мм шириной, линейные или линейно-ланцетные, густо покрыты белыми или серыми щетинками. Верхние листья зелёного цвета, опушены как нижние листья.
Соцветия неветвящиеся или с короткими ответвлениями. Цветоножки 1–4 мм длиной, прицветники короче чашечки. Вначале их длина составляет 6–8 мм, но по мере созревания цветка она увеличивается до 10–13 мм. Венчик 16–22 мм длиной, бледно-жёлтый, гладкий, но бугорчатый. Он, как правило, в 2 или 3 раза длиннее чашечки.
Плоды — гладкие орешки 2—3 мм длиной.

## Распространение и экология
Вид произрастает в восточной Украине, на юго-востоке Европейской части России, в Западной и Восточной Сибири, Казахстане, Западной Монголии и в Синьцзян-Уйгурском автономном районе Китая.
Встречается на степных  лугах,  луговых  и  каменистых  склонах  холмов.